# Острув (гміна Дорогуськ)
Острув (пол. Ostrów) — село в Польщі, у гміні Дорогуськ Холмського повіту Люблінського воєводства. Населення — 190 осіб (2011).

## Історія
За даними етнографічної експедиції 1869—1870 років під керівництвом Павла Чубинського, у селі здебільшого проживали польськомовні римо-католики, меншою мірою — українськомовні греко-католики.
У 1975—1998 роках село належало до Холмського воєводства.

## Демографія
Демографічна структура станом на 31 березня 2011 року:
|          | Загалом | Допрацездатний вік | Працездатний вік | Постпрацездатний вік |
| -------- | ------- | ------------------ | ---------------- | -------------------- |
| Чоловіки | 93      | 19                 | 58               | 16                   |
| Жінки    | 97      | 15                 | 48               | 34                   |
| Разом    | 190     | 34                 | 106              | 50                   |